# Melara
Melara é uma comuna italiana da região do Vêneto, província de Rovigo, com cerca de 1.927 habitantes. Estende-se por uma área de 17 km², tendo uma densidade populacional de 113 hab/km². Faz fronteira com Bergantino, Borgofranco sul Po (MN), Cerea (VR), Ostiglia (MN).

## Demografia
| Variação demográfica do município entre 1861 e 2011                               |
|                                                                                   |
| Fonte: Istituto Nazionale di Statistica (ISTAT) - Elaboração gráfica da Wikipedia |